# Freda Ahenakew
Freda Ahenakew (Ahtahkakoop, Saskatchewan, 1932 - 8 d'abril de 2011) fou una escriptora i lingüista cree del Canadà. Estudià ja de gran a la Universitat de Saskatchewan (1979) i a la Universitat de Manitoba (màster 1984) i donà classes a la reserva Lac la Ronde. De 1989 a 1996 fou professora de "Native Studies" a la Universitat de Manitoba. També fou assessora lingüística al Prince Albert Land Council. Fou nomenada Doctora Honoris causa per la Universitat de Saskatchewan el 1997, i membre de l'Orde del Canadà des del 1998. Fou una gran especialista en llengua cree, i fou autora dels llibres Cree Language Structures: A Cree Approach (1987), Kthkominawak otbcimowiniwbwa/Our grandmothers' lives, as told in their own words (1992), Wanisinwak iskwesisak : awasisasinahikanis = Two little girls lost in the bush: a Cree story for children (1991), i Wisahkecahk flies to the moon (1999).